# Henri Sanz (rugby, 1963)
Pour les articles homonymes, voir Henri Sanz et Sanz.
Pas d'image ? Cliquez ici

a Compétitions nationales et continentales officielles uniquement.

b Matchs officiels uniquement.
Henri Sanz est un joueur français de rugby à XV, né le 17 janvier 1963 à Versailles, de 1,75 m pour 77 kg, ayant occupé le poste de demi de mêlée au RC Narbonne et en sélection nationale.

## Carrière
Formé au TEC, il rejoint ensuite Graulhet où il commence sa carrière dans l’élite en 1982 et forme pendant 6 ans la charnière avec l’international Guy Laporte.
Toujours sous le maillot du club tarnais, il est sélectionné pour la tournée de l'équipe de France en Nouvelle Zélande en 1984, suppléant Jérôme Gallion, blessé.
Il rejoint ensuite Narbonne en 1987.
Il en fut le demi de mêlée emblématique, puis capitaine de la fin des années 1980 à la fin des années 1990.
Il retrouve alors l'équipe de France lors de la tournée des Argentins à l'Automne 1988 puis disputa avec ce club deux demi-finale du championnat de France de rugby en 1988 et en 1989 avant de remporter le challenge Yves du Manoir trois fois consécutivement.
Bien que sélectionné pour participer à la Coupe du monde 1991, il ne disputera aucun match de la compétition. 

### En club
- TEC
- 1982-1987 : SC Graulhet
- 1987-1998 : RC Narbonne

### En équipe nationale
Il a disputé son premier test match le 5 novembre 1988, contre l'équipe d'Argentine. Son dernier test match fut contre l'équipe du Pays de Galles, le 4 septembre 1991

## Statistiques

### Tournoi des Cinq Nations
| Édition           | Rang | Résultats France | Résultats Sanz | Matchs Sanz |
| ----------------- | ---- | ---------------- | -------------- | ----------- |
| Cinq Nations 1990 | 3    | 2 v, 0 n, 2 d    | 1 v, 0 n, 1 d  | 2/4         |

## Palmarès

### International
- 11 sélections en équipe de France, de 1988 à 1991, 1 fois capitaine face aux australiens en 1989 à domicile
- Sélections par année : 3 en 1988, 1 en 1989, 6 en 1990 et 1 en 1991
- Participation au Tournoi des Cinq Nations édition 1990, et à la tournée en Australie la même année
- Retenu dans l'effectif du XV de France pour la Coupe du monde de rugby  à XV 1991

### En Club
Avec Graulhet
- Championnat de France de première division :
  - Demi-finaliste (1) : 1986

Avec Narbonne
- Challenge Yves du Manoir :
  - Vainqueur (3) : 1989, 1990 et 1991 (et capitaine lors des 2 derniers trophées)
  - Finaliste (1) : 1992 (et capitaine)
  - Demi-finaliste (2) : 1993 et 1994
- Championnat de France de première division :
  - Demi-finaliste (2) : 1988 et 1989